# ブレイザフィヨルズル

アイスランドの主なフィヨルドと湾。ブレイザフィヨルズルとファクサ湾がアイスランドの二大湾である。

ブレイザフィヨルズル（アイスランド語: Breiðafjörður, 「広い峡湾（フィヨルド）」の意）はアイスランド西部に位置するフィヨルドで、幅50km、長さ125kmほどの浅くて広い湾である。この湾によってアイスランド島本体と西部フィヨルド地方 (Vestfirðir) が隔てられる形になっている。ブレイザフィヨルズルは周囲を山に囲まれている。南側はスナイフェルス半島で、この半島の先端にはアイスランドを代表する景勝地スナイフェルスヨークトルがある。北側は西部フィヨルド半島である。地質学的な特徴として、湾の北側の陸地は約1500万年前に形成されたと考えられているが、南側のスナイフェルス半島の南端はその半分ほどの年月しか経っていないと思われることが挙げられる。

## 地質学的な特徴

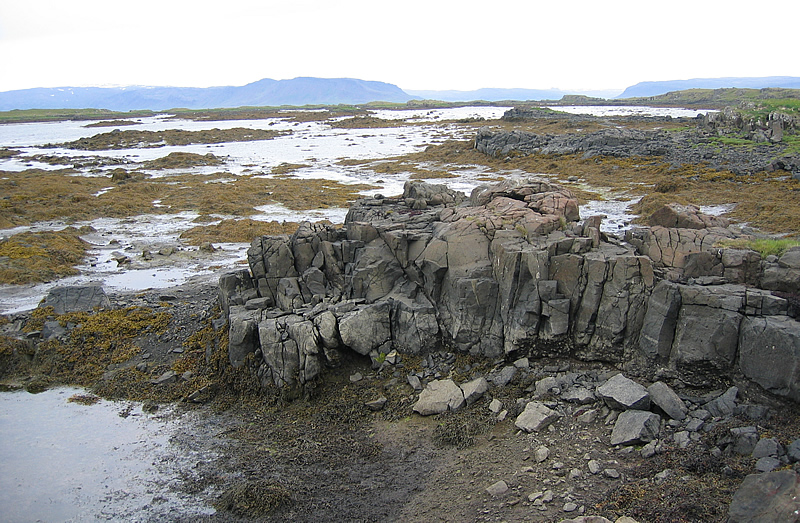
ブレイザフィヨルズルに浮かぶスカウル諸島 (Skáleyjar) の海岸の干潮時の様子

ブレイザフィヨルズルは浅い海、多くの小さなフィヨルドや湾、潮間帯 (干満の差により現れる地形)、3000を越える島々や岩礁などが特徴で、陸と海の両方に雄大な景色が広がっている。アイスランドの潮間帯の半数はここに集中しており、干満の差は6mにもなる。岩床は第三紀に火山活動による隆起などで形成されたと考えられている。多くの場所が玄武岩の溶岩からなる積層状の地形からなり、また第四紀に氷河による侵食を受けており、特に干潮時には多様な地形を見ることができる。

## 動植物
潮間帯は生物多様性の宝庫である。藻類が特に多く見られる。魚類や無脊椎動物の重要な生息地でもある。陸上には約230種の維管束植物、ヨーロッパヒメウ (en)、シロカモメ、オジロワシ、ホンケワタガモ、ハジロウミバト、ハイイロヒレアシシギなどをはじめとする約50種の鳥類が見られる。またコクガンやコオバシギの営巣地でもある。湾内の島や岩礁ではゼニガタアザラシやハイイロアザラシのホールアウト (en) も見られる。またネズミイルカ、ハナジロカマイルカ、シャチ、ミンククジラなどのクジラ目もよく見られる。

## 湾内の島

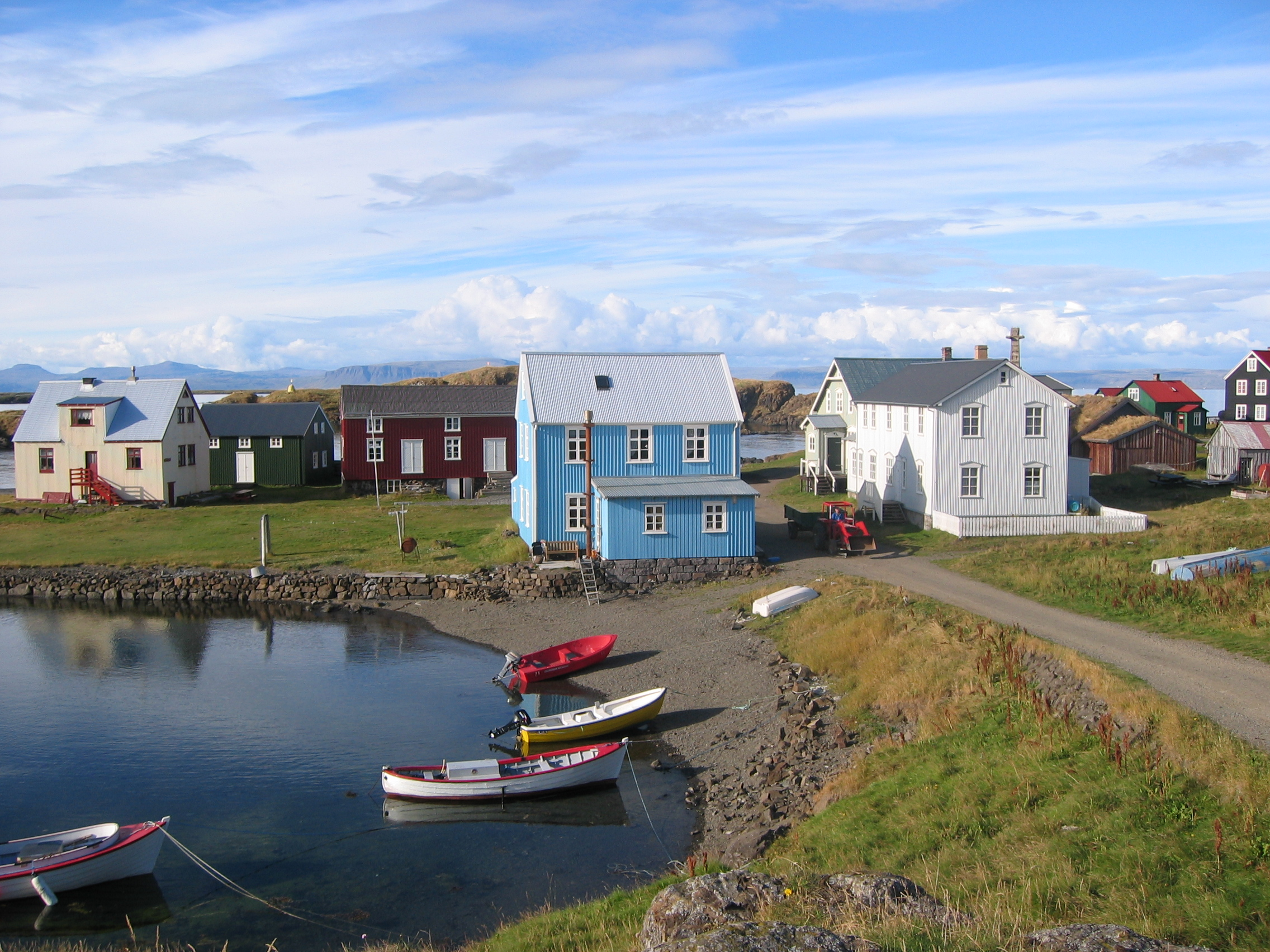
ブレイザフィヨルズルに浮かぶフラト島

ブレイザフィヨルズル内の島で年間を通じて人が生活しているものは限られている。主要産業の一つとしてケワタガモの羽毛の採取があるが、多くの島では夏の間だけ営まれている。比較的人口の多いのは、以下の島々である。
- Flatey - フラト島
- Skáleyjar - スカウル諸島
- Hvallátur - クヴァールラウトゥル島
- Svefneyjar - スヴェプン諸島
- Sviðnur - スヴィーズヌル島
- Hergilsey - ヘルギルス島

## 経済活動
漁業、観光産業、海藻漁が主な産業である。ブレイザフィヨルズルは魚類の産卵場でもある。

## 交通

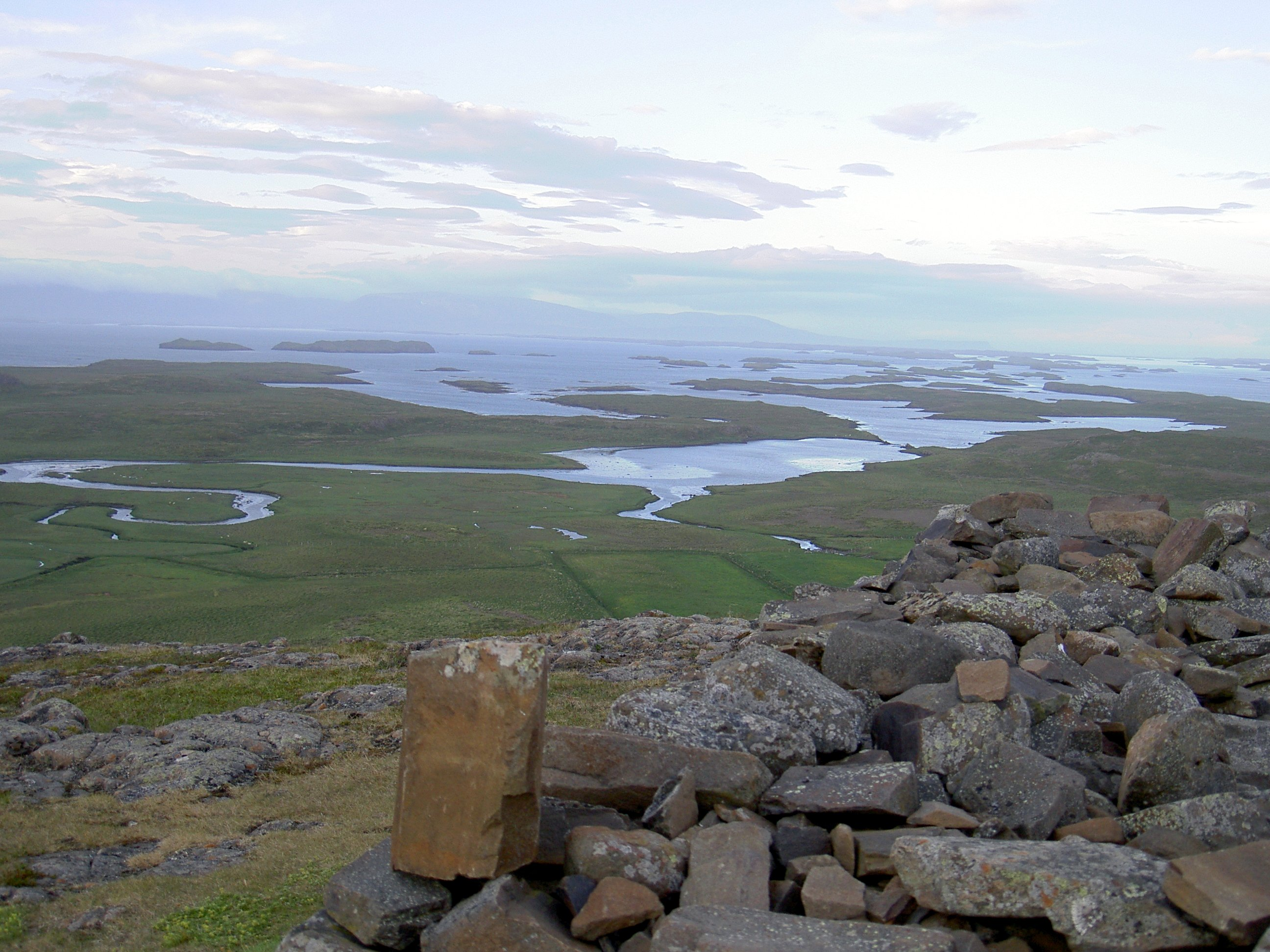
ブレイザフィヨルズルのもっとも狭まったところ、クヴァムスフィヨルズル (Hvammsfjörður) の景色

天候がよければスナイフェルス半島から、約40km離れた西部フィヨルドの海岸線が目視できる。スティヒキスホウルムル（アイスランド語: Stykkishólmur）の小さな港から西部フィヨルドにフェリーが出ている。陸上を自動車で移動する場合は、クヴァムスフィヨルズル（アイスランド語: Hvammsfjörður, ブレイザフィヨルズルのもっとも狭まったところ）に沿ってスナイフェルス半島の東側から湾内をめぐることができる。

## 文化と歴史

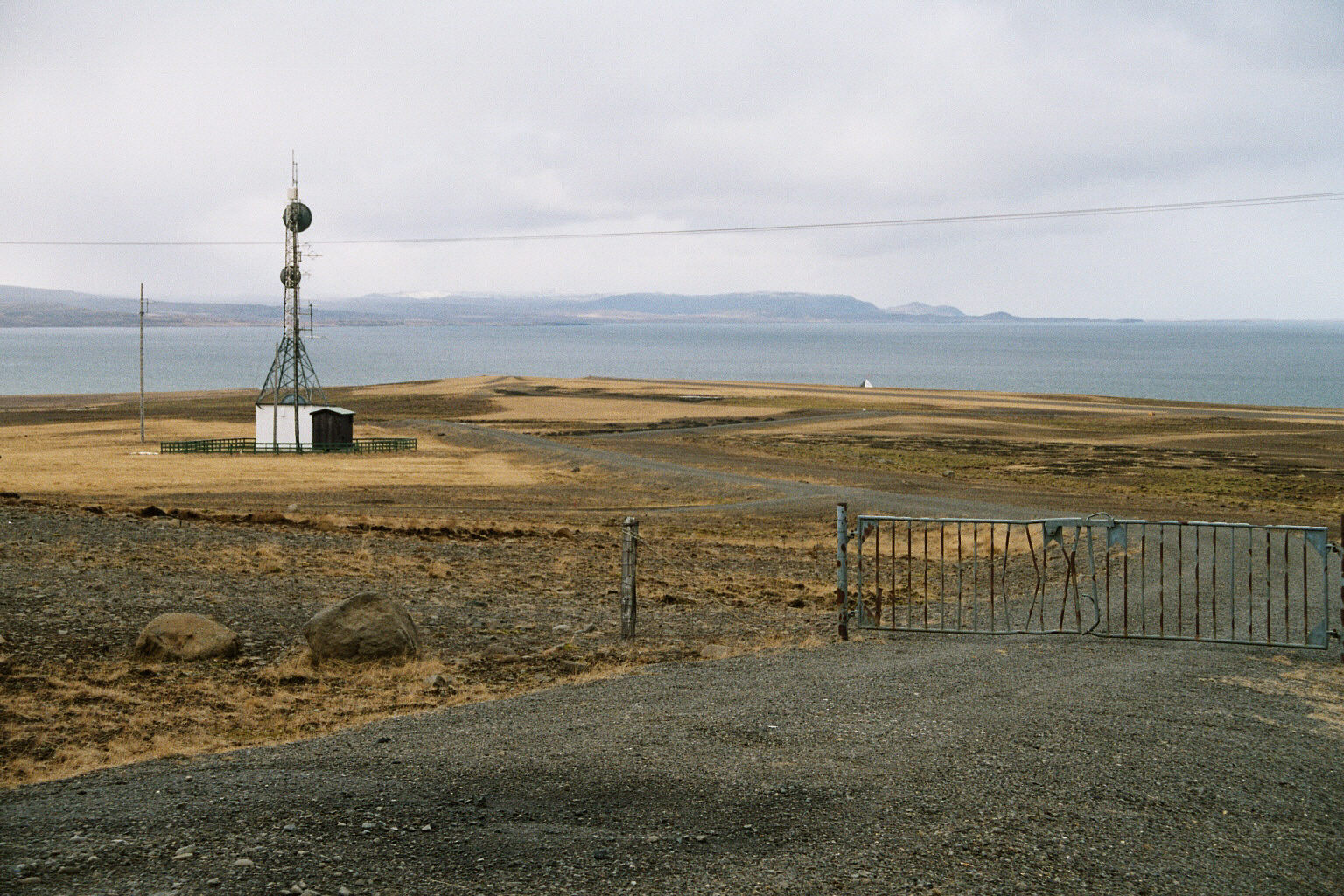
ブレイザフィヨルズル

ブレイザフィヨルズルのフィヨルド内の多くの島では数百年前から人が住んでいるが、その中でもっともよく知られているのはフラト島（アイスランド語: Flatey）である。夏の間はアイスランド本土からフェリーでフラトエイ島に渡ることができる。この島には12世紀に聖アウグスチノ修道会の僧院が建てられ、中世のアイスランド文化の中心を担った。フラート島本はここで書かれている。その後、貿易の拠点としても栄えた。